# 别洛亚尔斯基区 (斯维尔德洛夫斯克州)
别洛亚尔斯基区（俄语：Белоя́рский райо́н）是俄罗斯斯维尔德洛夫斯克州的一个区。该区行政中心为市级镇别洛亚尔斯基。该地2010年人口有39,374人，2002年人口39,312；1989年人口69,251。该区行政中心占区人口的32.0%。

## 行政和市政状况
在俄罗斯行政区划内，别洛亚尔斯基区是州内30个区之一，行政中心为别洛亚尔斯基。
作为市政划分，该地区分为两个市镇：别洛亚尔斯基城市区和上杜布罗沃城市区。